# First Canadian Place
Der First Canadian Place ist ein Wolkenkratzer im Financial District von Toronto an der Ecke der King Street und Bay Street. Der 1975 fertiggestellte Wolkenkratzer ist 298 Meter hoch und misst mit der Antenne 355 Meter. Damit ist First Canadian Place das höchste Gebäude Kanadas und gleichzeitig nach dem 553 Meter hohen CN Tower (Fernsehturm ebenfalls in Toronto) und dem 381 Meter hohen Schornstein Inco Superstack in Sudbury das dritthöchste Bauwerk Kanadas. Der Bau des Hochhauses kostete 200 Millionen kanadische Dollar.

## Geschichte
Das Gebäude ist der Hauptsitz der Bank of Montreal, der ältesten Bank Kanadas (daher der Begriff First). Entworfen wurde es vom Architekturbüro Bregman + Hamann Architects, während Edward Durell Stone Berater beim Design war. Das Gebäude, das ursprünglich First Bank Building hieß, steht am Standort des Old Toronto Star Building, dem ehemaligen Hauptsitzes der Zeitung Toronto Star. Es war die letzte noch umzugestaltende Ecke der Straßenkreuzung King und Bay und es entbrannte ein erbitterter Konkurrenzkampf um den Bauauftrag. Den Zuschlag erhielt die damals noch wenig bekannte Firma Olympia and York.

### Modernisierung
2009 begannen an dem Gebäude umfangreiche Renovierungsarbeiten. Zum einen wurde die Außenfassade modernisiert. Sie wurde energietechnisch saniert und die Marmorplatten wurden durch Glasplatten ersetzt, was zu einem etwas veränderten Aussehen führte. Des Weiteren wurden die Büros und die Lobby, in der sich mehrere Einkaufsgeschäfte, Cafés und Restaurants befinden, grundlegend saniert. Die Renovierungen wurden 2012 abgeschlossen. Am 25. Oktober 2012 wurde das Gebäude neu eröffnet. Es wurde nach dem Umbau mit dem Leadership in Energy and Environmental Design (LEED) Goldzertifikat ausgezeichnet.

## Architektur
Auffallend war, dass das Gebäude mit Stein verkleidet war, anstatt wie sonst üblich mit Glas, Stahl und Beton. Auf jedem der 72 Stockwerke wurden 600 Tonnen weißer Marmor aus Italien verbaut. Nach der Renovierung wurden die Marmorplatten durch Glas ersetzt. Der Wolkenkratzer verfügt über 39 Aufzüge und ist mit dem PATH-System verbunden, einem weitläufigen unterirdischen Netzwerk von Fußgänger- und Ladenpassagen. Auf dem Dach befinden sich mehrere Antennen, die Radio- und Fernsehprogramme verbreiten.
Zum Zeitpunkt der Fertigstellung war First Canadian Place das achthöchste Gebäude der Welt und das höchste außerhalb von Chicago und New York. Es war auch das höchste Gebäude in einem Land des Commonwealth of Nations bis zur Fertigstellung der Petronas Towers in Kuala Lumpur 1998. Das „M“-Logo der Bank of Montreal war bis 1997 das weltweit höchste Werbezeichen bis zur Eröffnung des CITIC Plaza in Guangzhou.

## Galerie

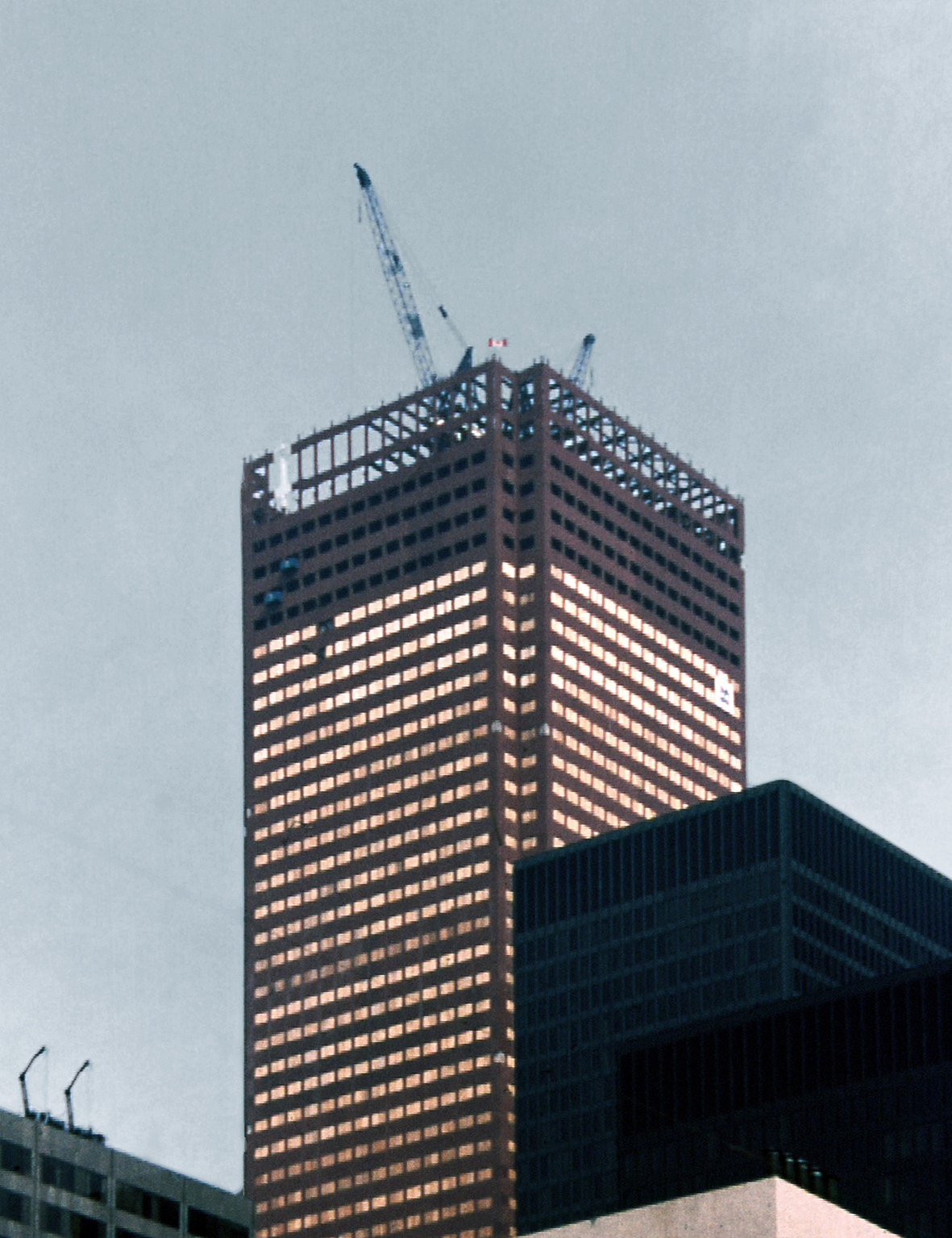
Das Gebäude im Bau
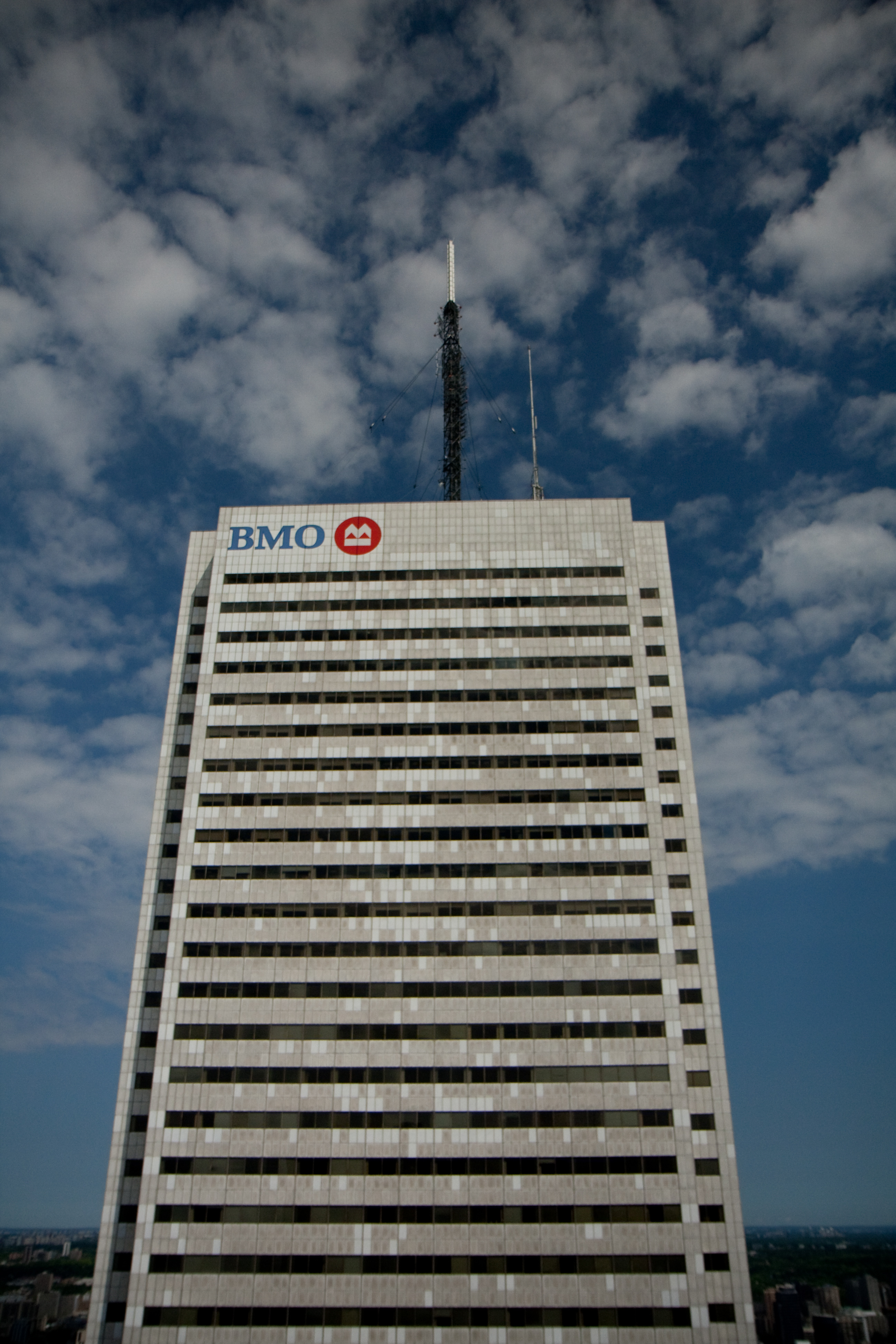
Oberer Gebäudeteil
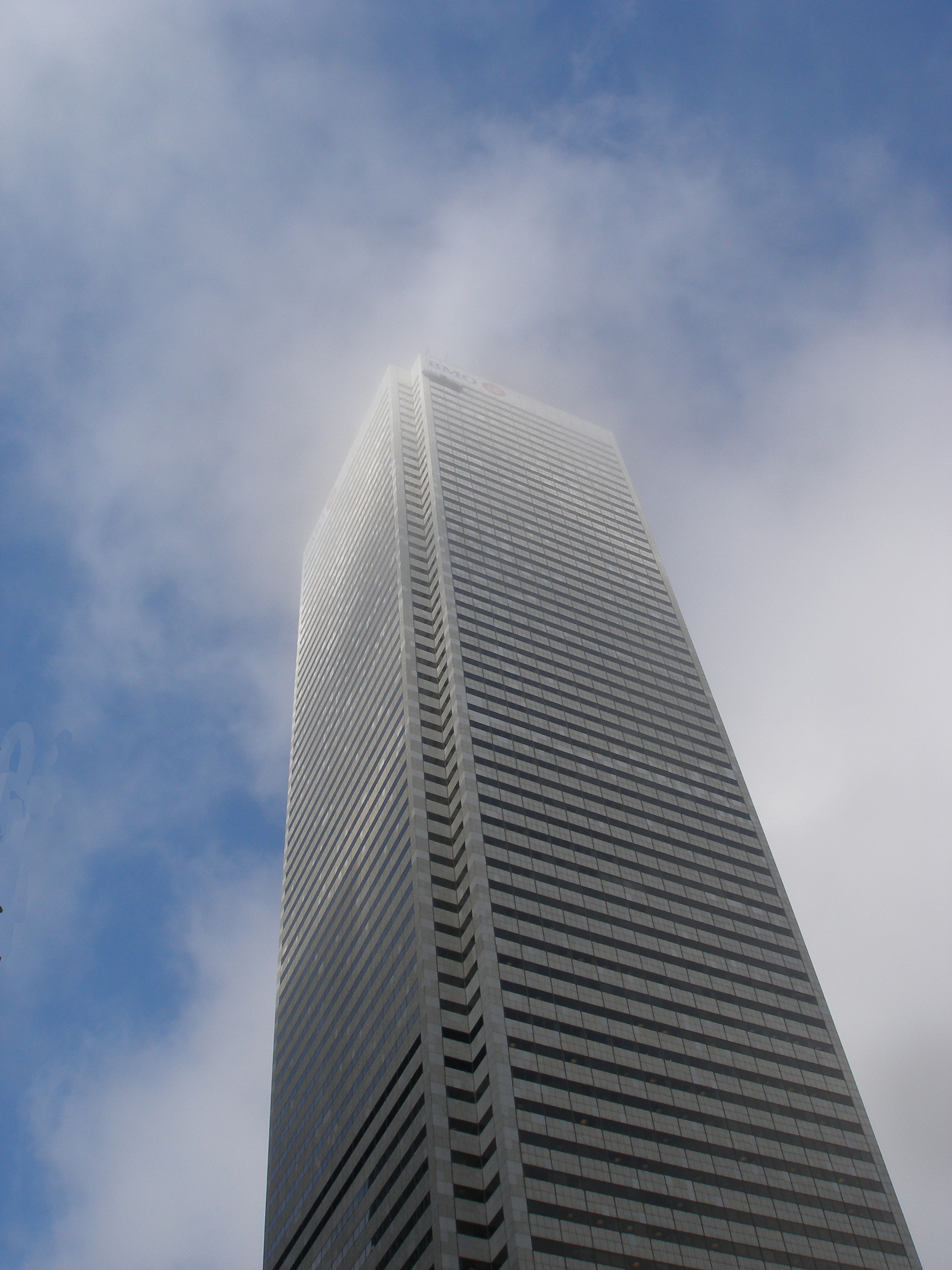
Das Gebäude umhüllt von Wolken
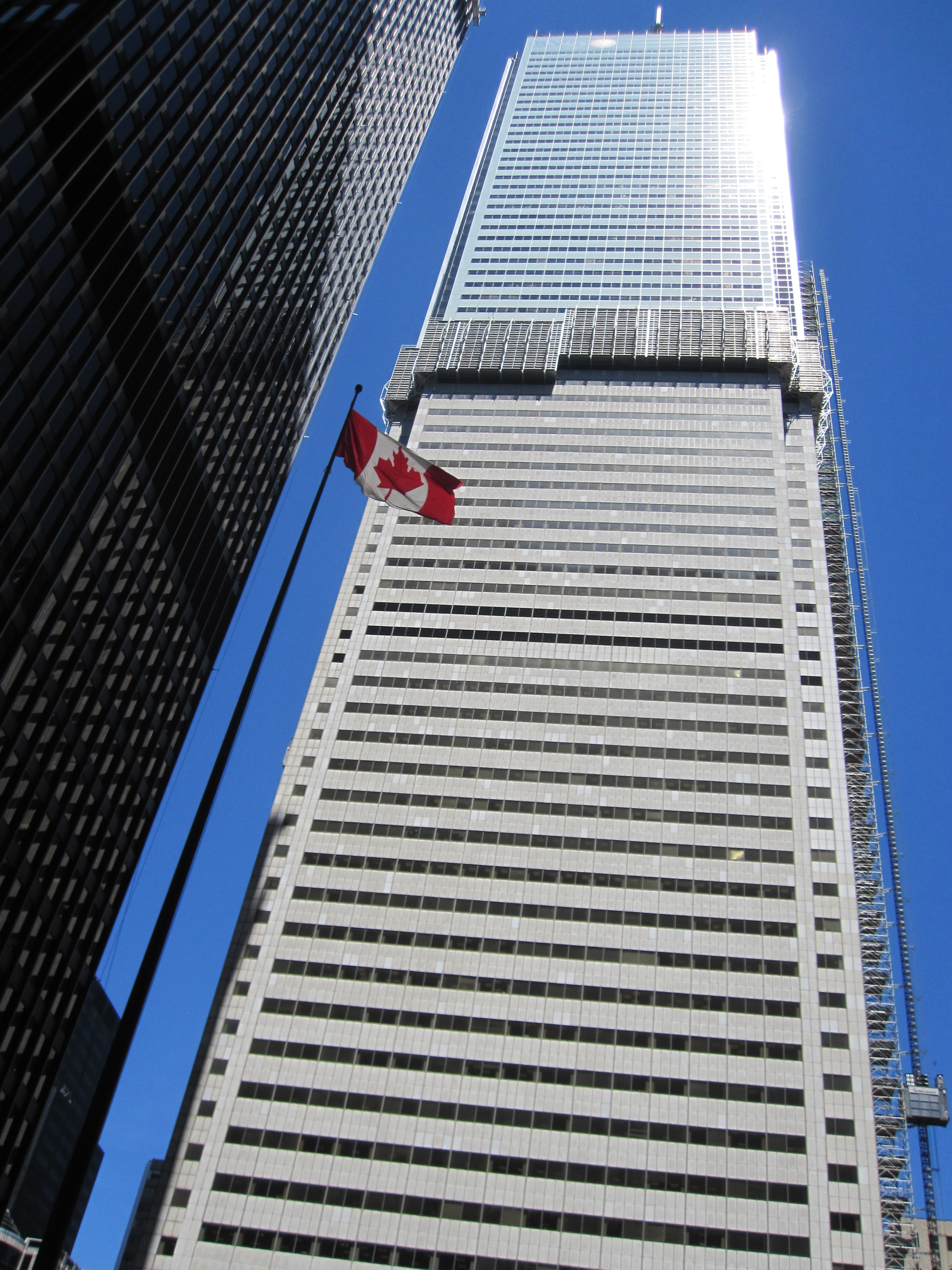
Renovierungsarbeiten an der Fassade im Jahr 2011